# Calling All Stations
| 전문가 평가                   | 전문가 평가 |
| 평가 점수                     | 평가 점수   |
| 출처                          | 점수        |
| ----------------------------- | ----------- |
| AllMusic                      | [ 1 ]       |
| Blender                       | [ 2 ]       |
| Chicago Tribune               | [ 3 ]       |
| Entertainment Weekly          | C−          |
| Rolling Stone                 | [ 5 ]       |
| The Rolling Stone Album Guide | [ 6 ]       |

《Calling All Stations》는 영국의 록 밴드 제네시스의 열다섯 번째이자 마지막 스튜디오 음반이다. 1997년 9월 1일, 버진 레코드를 통해 발매되었으며, 장기간 밴드에서 드러머이자 보컬리스트로 활동한 필 콜린스가 1996년에 탈퇴한 이후 스코틀랜드 출신 가수 레이 윌슨이 프런트맨으로 참여한 유일한 음반이다. 이로 인해 이 음반은 《Trespass》 이후 처음으로 콜린스가 참여하지 않은 음반이 되었다. 남은 멤버인 창립 키보디스트 토니 뱅크스와 기타리스트겸 베이시스트 마이크 러더퍼드는 밴드를 계속 이어가기로 결정하고 새로운 음반을 위한 곡을 작업했으며, 이 과정에서 보컬리스트들을 오디션한 끝에 윌슨을 선택했다.
《Calling All Stations》는 대체로 방향성 부족에 대해 비판하면서도 윌슨의 퍼포먼스는 호평한 음악 평론가들의 대체로 부정적인 평가를 받으며 발매되었다. 이 음반은 제네시스의 이전 음반들과 비교했을 때 판매 실적이 저조했으며, 영국에서는 2위에 오르고 유럽에서 비교적 좋은 성적을 거두었지만, 미국에서는 최고 순위가 54위에 그쳤다. 이는 1978년 이후 제네시스의 스튜디오 음반 중 처음으로 영국에서 1위를 기록하지 못한 음반이 되었다. 이 음반에서 발매된 세 장의 싱글 가운데 첫 번째인 〈Congo〉는 영국 싱글 차트에서 29위에 올랐다. Calling All Stations Tour에서는 1998년 동안 유럽을 순회했으며, 북미 투어도 예정되어 있었으나 낮은 티켓 판매량으로 인해 두 차례 취소되었다. 투어 종료 이후 제네시스는 해체되었으며, 이후 콜린스와 함께 Turn It On Again: The Tour와 The Last Domino? Tour를 통해 재결성되었다.

## 배경
1992년 11월 《We Can't Dance》 투어 종료 이후, 제네시스는 활동을 중단하고 1993년 9월, 단 한 차례 자선 공연을 위해 재결합했다. 드러머이자 리드 보컬리스트인 필 콜린스는 솔로 경력을 재개해 《Both Sides》를 발표했고, 키보디스트 토니 뱅크스는 잭 휴스와 함께 《Strictly Inc.》 프로젝트로 음반을 제작했으며, 기타리스트 겸 베이시스트 마이크 러더퍼드는 마이크 앤 더 메카닉스를 계속 이끌었다. 1994년 중반, 콜린스는 《Both Sides》를 발표한 뒤 자선 공연에서 제네시스의 곡들을 부르는 것이 불편했다고 밝혔다. 그는 그 음반을 매우 개인적인 작품으로 여겼으며, "처음으로 남의 역할을 연기하는 배우가 된 기분이었다"고 말했다. 1995년 여름 매니저 토니 스미스와의 밴드 미팅 이후, 콜린스는 탈퇴를 결정했고, 이 사실은 1996년 3월 매니지먼트 측 보도자료를 통해 발표되었다.
뱅크스와 러더퍼드는 자신들이 잃을 것이 없다고 생각하며 1996년 1월, 제네시스를 계속할 가치가 있는지 알아보기 위해 새로운 곡을 쓰기 시작했다. 몇 가지 아이디어를 내려놓은 후, 그들은 결과에 만족했고 리드 보컬을 찾기 시작했다. 이 시점에서 《Calling All Stations》의 곡들의 기본 구조는 이미 작성되었지만 가사는 아직 작업되지 않은 상태였다. 음반 발매 직후, 윌슨은 이 음반의 음악을 그들의 초기 프로그레시브 록 사운드와 후기의 더 상업적인 스타일이 혼합된 것으로 묘사했다.

## 곡 목록
모든 곡들은 특별한 언급이 없는 한 토니 뱅크스와 마이크 러더퍼드에 의해 작사/작곡하였다.
| #   | 제목                             | 작사·작곡                   | 재생 시간 |
| --- | -------------------------------- | --------------------------- | --------- |
| 1.  | 〈Calling All Stations〉         |                             | 5:43      |
| 2.  | 〈Congo〉                        |                             | 4:51      |
| 3.  | 〈Shipwrecked〉                  |                             | 4:23      |
| 4.  | 〈Alien Afternoon〉              |                             | 7:51      |
| 5.  | 〈Not About Us〉                 |                             | 5:02      |
| 6.  | 〈You Don't Have to Mean It〉    | 뱅크스, 러더퍼드, 레이 윌슨 | 4:38      |
| 7.  | 〈The Dividing Line〉            |                             | 7:45      |
| 8.  | 〈Uncertain Weather〉            |                             | 5:29      |
| 9.  | 〈Small Talk〉                   | 뱅크스, 러더퍼드, 윌슨      | 5:02      |
| 10. | 〈There Must Be Some Other Way〉 | 뱅크스, 러더퍼드, 윌슨      | 7:54      |
| 11. | 〈One Man's Fool〉               |                             | 8:58      |

## 인증
| 국가                                                  | 인증 | 판매량/출하량 |
| ----------------------------------------------------- | ---- | ------------- |
| 프랑스 (SNEP)                                         | 골드 | 100,000*      |
| 독일 (BVMI)                                           | 골드 | 250,000^      |
| 이탈리아 (FIMI)                                       | 골드 | 50,000*       |
| 폴란드 (ZPAV)                                         | 골드 | 50,000*       |
| 스페인 (PROMUSICAE)                                   | 골드 | 50,000^       |
| 스위스 (IFPI 스위스)                                  | 골드 | 25,000^       |
| 영국 (BPI)                                            | 골드 | 100,000^      |
| 미국                                                  | —    | 110,000       |
| *판매량을 기반으로 한 인증 ^출하량을 기반으로 한 인증 |      |               |